# Parc Nacional Vicente Pérez Rosales

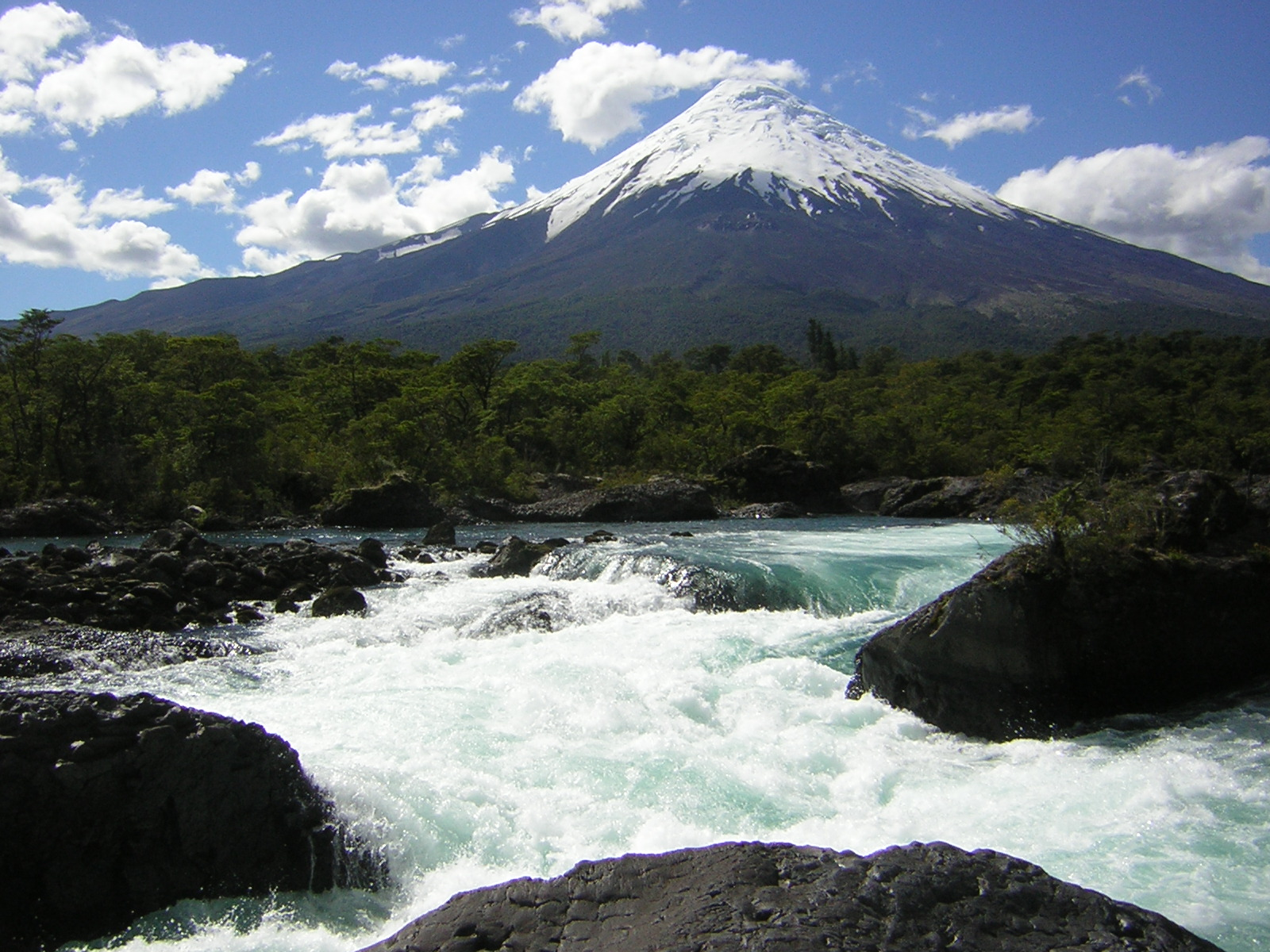
Saltos del Petrohué en primer pla i volcà Osorno al darrere.

Parc Nacional Vicente Pérez Rosales és un parc nacional de Xile a la província de Llanquihue, X Regió de Los Lagos, creat el 1962, essent el més antic del país. Té una extensió de 251.000 ha i altures que van des dels 50 msnm als 3.491 msnm.
Dinis el parc s'hi troben les petites localitats de Petrohué i Peulla. Formen part de la reserva de la biosfera Boscs Temperats Plujosos dels Andes Australs.

## Descripció
S'accedeix al Parc per la Ruta CH-225 des de Puerto Varas fins a Ensenada i Petrohué, amb una distància de 64 km fins a aquest últim punt, la Ruta té 58 km d'asfalt i 6 de reble en bon estat. Després de travessar el Llac Todos los Santos (20 milles nàutiques) fins a Peulla, prossegueix un camí de reble de 25 km fins a la frontera amb Argentina. El parc conté extensions de selva verge amb grans extensions cobertes d'arbres natius com coigües, oms, olivelles i murtres. El parc és fronterer amb l'Argentina.
En l'interior hi ha el riu Petrohué, conegut pels salts del mateix nom, on el torrent del riu llisca sobre grans pedres. Al lloc es troben demarcats diversos corriols per a caminades que s'internen al bosc natiu. També hi ha el llac Todos los Santos. El llac impacta pel particular color maragda de les seves aigües, així com per estar envoltat de tres imposants volcans nevats, que també pertanyen al parc: el volcà Osorno, volcà Puntiagudo i Cerro Tronador. Descobert pels jesuïtes que habitaven l'illa Gran de Chiloé, que buscaven una ruta cap a la pampa per tal d'instal·lar allà una missió. L'expedició va partir des del mar, internant-se per l'estuari de Reloncaví cap a Ralún, descobrint posteriorment el llac que van creuar seguint cap a l'orient pel que avui és el pas internacional Pérez Rosales. Els jesuïtes van continuar fent aquesta ruta fins que van abandonar la seva missió de Nahuel Huapi el 1718, passant el llac a l'oblit. El llac va ser redescobert a mitjan segle xix quan expedicionaris van pujar el volcà Osorno, albirant el llac cap a l'orient.